# Capsicum mositicum
Capsicum mositicum là loài thực vật có hoa trong họ Cà. Loài này được Toledo ex Handro mô tả khoa học đầu tiên năm 1953.